# Pianosa
Pianosa és una petita illa de la mar Tirrena a uns 15 km al sud-oest d'Elba, part de la província de Livorno i de la comuna de Campo nell'Elba. Té uns 5 km de llarg i 4 d'ample i és de poca altura a la qual cosa segurament deu el seu nom, que en llatí era Planasia. Fou lloc de desterrament i hi va ser Pòstum Agripa, net d'August. Encara hi queden algunes restes romanes.
Nominal possessió del Papa vers el 1000 estava en mans de Pisa que ja n'exercia abans el protectorat (des del 874). El primer atac genovès fou el 1088 i la van ocupar el 1112 però els pisans la van recuperar i el 1138 la van donar en feu acabant en mans del bisbe de Pisa.
Vers el 1170 fou atacada pels genovesos i altra vegada el 1283 en què la van ocupar però no la van conservar, ja que el 1284 tornava a ser pisana fins a la batalla de Melòria el mateix any, i va passar poc després als Appiani. El 1344 fou infeudada als Landi de Còrsega. El 1399 els Appiani van vendre Pisa a Milà i es van reservar Piombino i les illes. Des de llavors fou part del Piombino.
El 1489 fou ocupada temporalment per un pirata anomenat Francesco Turriglia àlies "fra Carlo Pirata". Però va romandre possessió del Piombino. El 1553 va patir un assalt dels pirates turcs dirigits per Dragut.
El 27 d'agost de 1802 fou formalment annexionada a França i el 1803 inclosa al municipi de S.Piero in Campo. El 1805 Napoleó la va donar a la seva germana Elisa i el 7 d'abril de 1809 fou unida a Toscana de la que Elisa fou nomenada duquessa però el 25 de maig d'aquell any fou ocupada pels anglesos. El 1814 fou inclosa al principat d'Elba creat per a Napoleó que va durar fins al febrer de 1815. Va passar al Gran ducat de Toscana. El 1855 s'hi va establir una colònia correccional de menors i el 1858 una colònia penal agrícola.
El gener de 1860 els habitants van votar la unió a Itàlia. Entre els presoners del penal, hi va estar, el 1932, el futur president d'Itàlia Sandro Pertini.
El 17 de setembre de 1943 fou ocupada pels alemanys. El 17 d'abril de 1944 fou bombardejada pels aliats.
Després de la guerra fou presó de feixistes i després de prsos comuns. Fou una presó de màxima seguretat a partir del 1979, on foren empresonats dirigents de la màfia, i es va tancar el 1998 (el darrer pres va sortir el 1997).
Forma part del Parc nacional de l'Arxipèlag Toscà creat el 1988 i al que l'illa fou afegida el 1996. Destaca la Cala Giovanna amb arena blanca i les restes d'una vila romana.